# Campanula olympica
Campanula olympica är en klockväxtart som beskrevs av Pierre Edmond Boissier. Campanula olympica ingår i släktet blåklockor, och familjen klockväxter. Inga underarter finns listade i Catalogue of Life.